# Monsieur Vincent (film)
Pour les articles homonymes, voir Vincent et Monsieur Vincent.
Pour plus de détails, voir Fiche technique et Distribution.
Monsieur Vincent est un film français réalisé par Maurice Cloche sorti en 1947.

## Synopsis
Ce film raconte la magnifique histoire de Saint Vincent de Paul, prêtre du XVIIe siècle canonisé au XVIIIe siècle, qui a consacré sa vie aux pauvres.

## Fiche technique
- Titre : Monsieur Vincent
- Réalisation : Maurice Cloche
- Assistance réalisation : Guy Lefranc
- Scénario : Jean Bernard-Luc et Jean Anouilh
- Dialogues : Jean Anouilh
- Décors : René Renoux
- Costumes : Rosine Delamare, Georgette Fillon
- Photographie : Claude Renoir
- Son : Jean Rieul
- Montage : Jean Feyte
- Musique : Jean-Jacques Grünenwald[1]
- Orchestre : Société des concerts du Conservatoire, direction Roger Désormière
- Production : Georges de La Grandière, André Halley des Fontaines, André Lejard, Georges Maurer
- Société de production : Édition et Diffusion Cinématographique, Union Générale Cinématographique
- Sociétés de distribution : AGDC
- Dates de tournage : Du 17 mars au 20 juin 1947
- Lieux de tournage : Intérieurs aux Studios des Buttes Chaumont ; extérieurs à Pérouges (Ain), notamment dans sa cité médiévale.
- Pays d'origine :  France
- Langue originale : français
- Format : Noir et blanc - 1,37:1 - 35 mm - Son mono
- Genre : Film historique
- Durée : 110 minutes
- Date de sortie : 
  - France : 5 novembre 1947
- Visa de censure : N° 4.535, délivré le 10 septembre 1947
- Affiche : Jacques Bonneaud, Bernard Lancy (France)

## Distribution
- Pierre Fresnay : Vincent de Paul, prêtre
- Aimé Clariond : Le cardinal de Richelieu
- Jean Debucourt : Philippe-Emmanuel de Gondi, comte de Joigny
- Lise Delamare : Françoise Marguerite de Silly, Madame de Gondi
- Germaine Dermoz : La reine Anne d'Autriche
- Gabrielle Dorziat : La présidente Goussault
- Pierre Dux : Le chancelier Séguier
- Yvonne Gaudeau : Louise de Marillac
- Jean Carmet : L'abbé Portail
- Michel Bouquet : Le tuberculeux
- Gabrielle Fontan : La vieille sourde du presbytère de Châtillon
- Robert Murzeau : Monsieur Besnier
- Gabriel Gobin : Un serviteur de M. Besnier
- Claude Nicot : Un page de M. Besnier
- Marcel Pérès : La Pogne, l'ancien soldat estropié
- Francette Vernillat : La petite fille
- Georges Vitray : Le comte de Châtillon
- Véra Norman : Mademoiselle de Châtillon, la fille du comte
- Geneviève Morel : Marguerite Naseau
- Ginette Gaubert : Une des dames bienfaitrices
- Renée Thorel : Une des dames bienfaitrices
- Marcel Vallée : L'administrateur des hospices
- Paul Demange : Un sacristain près des enfants trouvés
- Paul Faivre : Un sacristain près des enfants trouvés
- Guy Favières : Le mendiant cul-de-jatte / Un pauvre près de la cheminée
- André Dumas : Le Cardinal Graziani
- Jeanne Hardeyn : Madeleine, une sœur de la charité
- Joëlle Janin : Jeanne, la jeune sœur novice
- Maurice Marceau : Un pauvre
- Maximilienne : Une dévote à l'église
- Marthe Mellot : La vieille qui mange trop
- Alice Reichen : La logeuse
- Nicole Riche : La fille de la logeuse
- Jean Rougerie : Un pauvre
- René Stern : Un abbé auprès de Madame de Gondi
- Charles Gérard : Un galérien (sous réserves)
- Georges Cerf
- Yvonne Claudie
- Jean Favre-Bertin
- Harry-Max
- Robert Le Béal
- Max Rogerys
- Tony Taffin
- Jean-Marc Tennberg
- Victor Vina

## Autour du film
- Nombre d'entrées : 7 055 290 entrées en France[2]
- Avec plus de 7 millions d'entrées en France, ce film est le plus gros succès de Pierre Fresnay au cinéma.
- Dans ce film, on notera la présence de deux futurs grands acteurs : Jean Carmet encore jeune débutant (dans le rôle de l'abbé Portail), et Michel Bouquet qui y trouve son premier rôle au cinéma (celui d'un tuberculeux).

## Dialogues
(Dans l’église en ruine)
Monsieur Vincent : Hé ma bonne dame ! Hé !
Dame dans l’église :  Qu’est-ce que vous cherchez ?
Monsieur Vincent : Je suis votre nouveau curé.
Dame dans l’église : Hein ?
Monsieur Vincent : Je suis votre nouveau curé !
Dame dans l’église : Y a plus de curé ici ! Y a pu de curé depuis beau temps à Châtillon ! Et y en aura pas de sitôt !
Monsieur Vincent : Qu’est-ce qui se passe, tout est fermé dans le pays !
Dame dans l’église : Il sont tous maudits !
Monsieur Vincent : Où habite Monsieur Besnier ?
Dame dans l’église : Hein ?
Monsieur Vincent : Monsieur Besnier !
Dame dans l’église : Il sont tous maudits !

(Maison de Monsieur Besnier)
Portier : Qu’est-ce que c’est !?
Monsieur Vincent : Je suis chez Monsieur Besnier ?
Portier : Qu’est-ce que vous voulez ?
Monsieur Vincent : Allez dire à votre maître que Monsieur de Paul est là !
Monsieur Besnier :  Monsieur de Paul, je ne connais pas ! Je t’ai dit que la consigne était de n’ouvrir à personne ! Pauvre imbécile ! Personne ! C’est clair personne ! Ces imbéciles, ma chère, seraient capables de me faire entrer la peste chez moi !
Portier : Passez votre chemin, on ne connait pas Monsieur de Paul ! 
Monsieur Vincent : Je suis votre nouveau curé, je vous dis que Monsieur Besnier m’attend, j’ai une lettre pour lui !
Portier : Allez allez pas d’histoire je vous dis qu’on n’ouvre pas !
Monsieur Vincent : Je suis Monsieur de Paul, allez dire à votre maitre que je suis Monsieur Vincent de Paul !
Monsieur Besnier : Arrêtez, arrêtez ! Ouvre le judas !  Excusez-moi Monsieur de Paul, j’avais en effet oublié votre nom ! Je vous attendais ! Vous venez d’arriver n’est-ce pas ?
Monsieur de Paul : Oui, au coche de l’après-midi.
Monsieur Besnier : Vous êtes venu directement ici ! Vous n’avez rencontré personne dans le village ?
Monsieur de Paul : Non pourquoi ?
Monsieur Besnier : C’est bien ouvrez-lui. Allez ouvrez ! Alors vous avez fait bon voyage ?
Monsieur de Paul : Pas mauvais, sauf quelques pierres ! Je leur fait peur ?
Anne (femme de Monsieur Besnier) : Chevalier soyez discret !
Chevalier :  Mais puisque nous allons tous mourir ma chère Anne !
Anne (femme de Monsieur Besnier) : J’espère que nous tiendrons encore un petit peu ! Et puis mon mari est dans la salle !
Chevalier :  Il mourra surement le premier ma chère ! Et oui ça n’est pas tous les jours la peste !
Monsieur de Paul : Vous avez un cas de peste ! Qui ?
Monsieur Besnier : Oh une femme du vieux quartier. On l’a murée chez elle avec ce qu’elle possède, quand elle sera morte on brûlera le tout, et grâce au ciel nous en serons quittes pour quelques jours de musique entre bons amis ! Un peu de poulet vous ne mangez rien !
Monsieur de Paul : Depuis quand a-t-on enfermé cette femme ?
Monsieur Besnier : Depuis trois jours !
Monsieur au bilboquet : Il faut avoir un peu de patience, Monsieur ! Il y en a qui mettent huit à dix jours à mourir !  Vous devriez vous mettre au bilboquet, rien de tel pour passer le temps !
Monsieur de Paul : Il faut faire quelque chose !
Monsieur Besnier : Il faut bien manger, boire, danser, être gai, c’est le seul remède connu !
Monsieur de Paul : Où habite cette femme ?
Monsieur Besnier : Quelle femme ?
Monsieur de Paul : La pestiférée !
Monsieur Besnier : Pourquoi Monsieur ?
Monsieur de Paul : Excusez-moi Monsieur, je vais aller la voir !
Monsieur Besnier : Vous ne savez pas ce que vous dites Monsieur, il ne saurait être question de vous exposer inutilement à la contagion, non d'ailleurs votre appartement est près ici, vous devez être las, le plus sage est de monter vous reposer !
Monsieur de Paul : Monsieur je n’habiterai pas ici, je suis curé de Châtillon, j’habiterai le presbytère !
Monsieur Besnier : Alors ça cher Monsieur de Paul, vous vous faites d’étranges idées sur les commodités de cette bâtisse, il y a dix ans que les curés de Châtillon y ont renoncé !
Monsieur de Paul : J’y habiterai quand même, faites-moi donner mes affaires, s’il vous plait Monsieur, et indiquez-moi la maison de cette femme !
Monsieur Besnier : Ah monsieur crève de rire ! Nous serions ravis de vous garder parmi nous, mais si vous sortez de cette maison ce soir, je vous avertis, je ne pourrai plus vous y recevoir !
Monsieur de Paul : Excusez-moi Monsieur, mais j’y compte bien ! Apporte-moi mon baluchon ! Et toi dis-moi où habite cette femme qui est malade ! Je suis ton curé, je t’interroge, réponds !
Serviteur : La petit maison, avec les feux devant !
Monsieur de Paul : Je te remercie ! Ma besace, et le chapeau. Ouvre ! Excusez-moi Monsieur mais je dois voir cette femme ! Je vous remercie de votre bon accueil ! 
Monsieur Besnier : Quel butor ! Je suis navré mes amis, je ne me serais jamais douté ! Il m’avait été recommandé par un de mes amis de Lyon !
Monsieur au bilboquet : Mais il a perdu quelque chose notre petit curé ! Vous plairait-il d’écouter mes amis c’est assez drôle : Résolution envers les pauvres, mes maitres. 
Curieux (homme) : Regardez, c’est qu’il y va l’animal !

## Distinctions
- 1947 : Pierre Fresnay remporte la Coupe Volpi du meilleur acteur au Festival de Venise
- 1947 : Le film remporte le Grand prix du cinéma français
- 1947 : Nomination au Lion d'or pour Maurice Cloche
- 1949 : Oscar du meilleur film en langue étrangère
- 1949 : Nomination au British Academy Film Awards pour le meilleur film
- 1949 : Prix du meilleur film décerné par la presse cinématographique belge
- 1950 : Nomination au Golden Globes pour la meilleure promotion pour l'entente internationale